# ناندیهیزانا
ناندیهیزانا (به لاتین: Nandihizana) شهری در ماداگاسکار است که در Manjakandriana District واقع شده‌است. ناندیهیزانا ۵٬۰۰۰ نفر جمعیت دارد و ۱٬۴۲۹ متر بالاتر از سطح دریا واقع شده‌است.